# Alashansaurus
Alashansaurus je neoficiální rodové jméno teropodního dinosaura, žijícího v období spodní křídy na území dnešního Mongolska. Přestože nebyl plně popsán, je pravděpodobné, že patří do příbuzenstva tyrannosauroidů.